# Сърбо Ивановски
Сърбо Ивановски (на македонска литературна норма: Србо Ивановски) е писател от Република Македония.

## Биография
Сърбо Ивановски е роден е в 1928 година в Щип, Кралството на сърби, хървати и словенци. Завършва Философския факултет на Скопския университет, група по южнославянска книжовност. Започва да пише след Втората световна война. Работи в редактор в Телевизия Скопие. От 1949 година е член на Дружеството на писателите на Македония, а в продължение на един мандат е и негов председател. Член е на Македонския ПЕН център. По-късно е член на дружеството Независими писатели на Македония.

## Трудове
Сърбо Ивановски е автор на поезия, разкази и романи за възрастни и за деца. Той е представител на така наречената втора македонска поетична генерация, като започва да пише поезия от 1950 година. Негови по-важни трудове са:
- Лирика (поезия, 1950),
- Желби и меѓи (поема, 1950),
- Средби и разделби (поезия, 1953),
- Бели крикови (поезия, 1956),
- Маѓепсан патник (поезия, 1966),
- Пена од планината (поезия, 1972),
- Прстен на времето (поезия, 1993),
- Горчлив корен (поезия, 1994),
- Челуст на времето (поезия, 1996),
- Близу до животот близу до смртта (поезия, 1998).
- Жена на прозорецот (разкази, 1955),
- Кога тетин Клименте шеташе над градот (разкази 1982),
- Желките од рајската градина (разкази, 2009),
- Осамени (роман, 1957),
- Мартин Нуната (роман, 1979),
- Леонида трча окрвавен (роман, 1980),
- Додека го чекавме Андреја (роман, 1990),
- Балада за исчезнатите (роман, 1994),
- Неподобниот (роман, 1997).[4]

Ивановски е популярен и като автор на текста на известната детска песна „Елко, елко“, създадена в 1952 или в 1954 година, по музика на композитора Тодор Скаловски.

## Награди
За своите дела Ивановски е носител на наградите „Кочо Рацин“, „13 ноември“ и „Стале Попов“. За поемата „Елена“ в 2006 година получава наградата „Григор Прличев“. За целокупно поетично творчество в 2008 година получава наградата „Книжевно жезло“ от ДПМ. Сръбското издание на неговата книга песни „Маѓепсан патник“ в 1976 година получава наградата „Бранко Милкович“.